# ミロミガーレ
ミロミガーレ (Mylomygale) は、哺乳綱ハネジネズミ目ハネジネズミ科に分類される絶滅した属の一つ。新生代鮮新世のアフリカに生息した。

## 概要
頭胴長約15 - 20cm程と、長脚類としては中型となる。臼歯の歯冠が高く、エナメルパターンなどの形態が齧歯類に似る。
長脚類の現在知られうる最古の化石は始新世後期のものであるが、漸新世の地層からは見つかっていない。中新世以降も知られるのは僅かである。この生物は、その稀少な記録の一つである。